# F-League 2016
Die F-League 2016 war die 6. Spielzeit der australischen Futsalliga seit der offiziellen Einführung im Jahr 2011. Titelverteidiger war East Coast Heat.

## Modus
Gespielt wurde in zwei Runden, einer Hin- und einer Rückrunde. Die besten Vier mannschaften qualifizierten sich für die Meisterschaftsspiele. Der Gewinner der Meisterschaftsspiele wurde neuer F-League Meister. Die Spiele wurden im Valentine Sports Park ausgetragen.

## Teilnehmer
| Mitglieder       |                             |
| ---------------- | --------------------------- |
| VIC Vipers FC    | Galaxy FC                   |
| East Coast Heat  | Boomerangs FS               |
| Dural Warriors   | South Brisbane FC           |
| Inner West Magic | North Canberra Untouchables |

## Tabelle
| Pl. | Verein                      | Sp. | S  | U | N  | Tore    | Diff. | Punkte |
| --- | --------------------------- | --- | -- | - | -- | ------- | ----- | ------ |
| 1.  | VIC Vipers FC               | 14  | 12 | 0 | 2  | 080:370 | +43   | 36     |
| 2.  | East Coast Heat (M)         | 14  | 10 | 1 | 3  | 074:530 | +21   | 31     |
| 3.  | Dural Warriors FC           | 14  | 9  | 1 | 4  | 066:340 | +32   | 28     |
| 4.  | Inner West Magic            | 14  | 9  | 1 | 4  | 057:390 | +18   | 28     |
| 5.  | Galaxy FC                   | 14  | 5  | 2 | 7  | 056:670 | −11   | 17     |
| 6.  | Boomerangs FS               | 14  | 3  | 1 | 10 | 036:690 | −33   | 10     |
| 7.  | South Brisbane FC           | 14  | 2  | 2 | 10 | 045:700 | −25   | 08     |
| 8.  | North Canberra Untouchables | 14  | 2  | 0 | 12 | 038:770 | −39   | 06     |

| Zum 14. Spieltag:                          |                                      |
| Qualifikation zu den Meisterschaftsspielen |                                      |
|                                            |                                      |
| Zum Saisonende 2016:                       |                                      |
| (M)                                        | Amtierender Meister: East Coast Heat |
|                                            |                                      |

## Meisterschaftsspiele
In der Meisterschaftsrunde spielte der Erstplatzierte gegen den Viertplatzierten und der Zweitplatzierte gegen den Drittplatzierten. Die Gewinner des Meisterschaftshalbfinales qualifizierten sich für das Meisterschaftsfinale. Der Gewinner dieses Finales wurde neuer F-League Meister. Gespielt wurde im Valentine Sports Park.
Halbfinale
|                 | Ergebnis |                   |
| --------------- | -------- | ----------------- |
| East Coast Heat | 3:2      | Dural Warriors FC |

|               | Ergebnis |                  |
| ------------- | -------- | ---------------- |
| VIC Vipers FC | 1:5      | Inner West Magic |

Finale
|                  | Ergebnis |                    |
| ---------------- | -------- | ------------------ |
| Inner West Magic | 6:10     | East Coast Heat FC |

Anmerkung: Damit verteidigte East Coast Heat den Titel erfolgreich.